# Xã Alexander, Quận Athens, Ohio
Xã Alexander (tiếng Anh: Alexander Township) là một xã thuộc quận Athens, tiểu bang Ohio, Hoa Kỳ. Năm 2010, dân số của xã này là 2.811 người.